# Dimorphanthera meliphagidum
Dimorphanthera meliphagidum är en ljungväxtart som beskrevs av Ferdinand von Mueller. Dimorphanthera meliphagidum ingår i släktet Dimorphanthera och familjen ljungväxter. Inga underarter finns listade i Catalogue of Life.